# Neupert
Pour l’article homonyme, voir Neupert (homonymie).
 (novembre 2017).
J. C. Neupert est une manufacture allemande d'instruments à clavier basée à Bamberg. Elle tient son nom de son fondateur, Johann Christoph Neupert.

## La famille et l'entreprise
Johann Christoph Neupert est né le 8 décembre 1842 à Münchberg en Bavière et mort le 7 septembre 1921 à Bamberg. Après avoir fréquenté une école professionnelle à Wunsiedel, il fit son apprentissage de facteur d'instruments dans une manufacture d'Oldenbourg. Après quelques années d'activité en Allemagne et à l'étranger – notamment chez Johann Baptist Streicher à Vienne –, il fonda sa propre entreprise de facture de pianos, Hof-Pianofortefabrik J.C. Neupert, en 1868 à Münchberg ; celle-ci fut transférée à Bamberg en 1874 en raison de la rapide croissance de son activité. Des filiales furent ensuite créées à Nuremberg, Bayreuth, Munich.
En 1918, l'entreprise fut transmise à ses trois fils, Fritz (1872-1952), Reinhold (1874-1955) et Julius (1877-1970). La direction fut ensuite assurée par les descendants Alfred (1900-1970), Hanns (1902-1980), Arnulf (1904-1982) et aujourd'hui Wolf Dieter (né en 1937), le fils de Hanns.
Outre les pianos, la firme Neupert fut parmi les premières à fabriquer des clavecins, clavicordes et piano-forte dès le début du XXe siècle. Sous l'impulsion de Hanns, cette orientation se renforça rapidement ; la firme fut rebaptisée Manufaktur für historische Tasteninstrumente (« Manufacture d'instruments historiques à clavier ») et acquit une réputation mondiale. Après avoir produit des instruments « modernes » (cadre métallique, jeu de 16 pieds, pédales etc.), elle s'est ensuite tournée principalement vers les instruments de facture traditionnelle. Hanns Neupert fut d'ailleurs un auteur érudit de plusieurs ouvrages sur le clavecin, parmi lesquels Das Cembalo (1933). La production totale cumulée s'élève aujourd'hui à plus de 20 000 instruments.
Johann Christoph Neupert fut un collectionneur passionné d'instruments anciens à clavier. Sa collection fut augmentée par ses descendants et devint l'une des plus importantes collections privées au monde. Elle est exposée au Germanisches Nationalmuseum de Nuremberg depuis 1968.
Parmi les pianistes qui jouèrent sur les pianos de concert Neupert peuvent être cités Max Reger, Elly Ney, Walter Braunfels, Edwin Fischer, Wilhelm Backhaus et Michael Raucheisen.

## Les clavecins Neupert

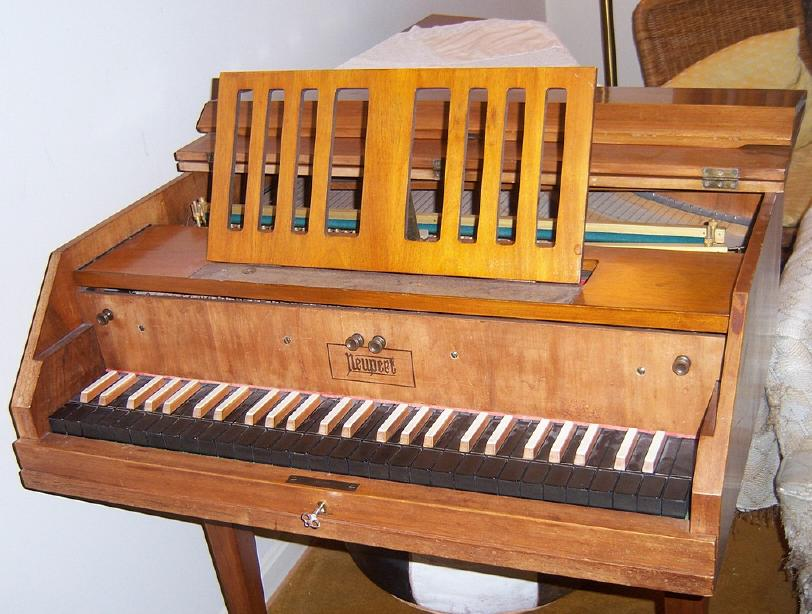
Clavecin Neupert des années 1950

Neupert a été l'un des plus importants et le premier en date des facteurs allemands de clavecins « modernes » construits en série (Serien Instrumente) sur le principe d'une caisse massive et lourde (RastenKonstruction), sans fond, aux antipodes des clavecins historiques. Ces instruments ont dominé le marché mondial jusqu'aux années 1970 – non pas, affirment certains, en raison d'une prétendue supériorité technique ou sonore, mais plutôt grâce à une habile politique commerciale ; Wolfgang Zuckermann fait ainsi remarquer : 
It will, of course, be easy for anyone to cite one particular player or critic praising the German factory instruments, but such isolated instances do not point to a consensus. Moreover, there are sometimes excellent reasons why such praise is given; in Germany, highly respected professors unashamedly accept commissions from the manufacturers, and players are often forced to use a particular maker instrument because it is the only one available in a given location, or the only one than can be serviced free of charge.
Le vent a ensuite tourné au bénéfice des artisans acquis aux principes de la facture traditionnelle, auxquels Neupert a fini par se rallier partiellement, contraint et forcé, avec l'aide de Claude Mercier-Ythier. En 2009, la firme fait toujours figurer à son catalogue, à côté d'instruments « traditionnels », les modèles modernes à présent si décriés : « Telemann », « Couperin », « Cristofori » et « Bach ».
La Manufacture Neupert a toutefois su prendre le virage de la reconstruction, sur le mode historique, d'une bonne partie de sa gamme d'instruments à cordes pincées: voir, pour exemple, la photo du virginal italien vénitien polygonal présentée ci-contre à droite sous la photo de l'épinette Neupert-Zenti:

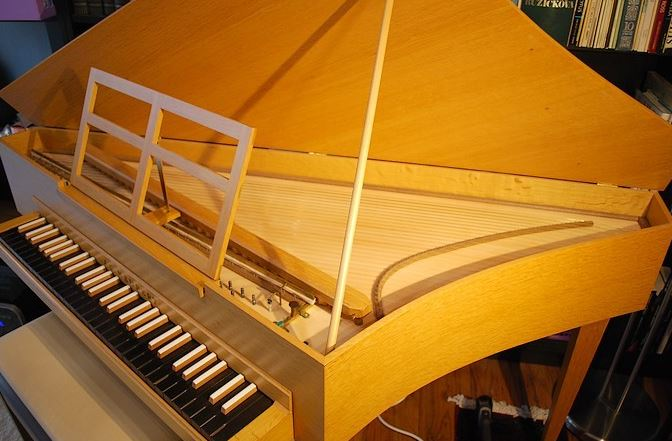
Epinette Neupert-Zenti en référence à Girolamo Zenti, facteur italien qui introduisit cet instrument en forme d'aile, vers 1637, en Italie et puis en Europe. L'instrument Neupert est transpositeur (440/415 Hz).

Autre référence historique chez Neupert: la construction d'épinette Neupert-Zenti en rapport avec le facteur italien Girolamo Zenti qui introduisit, vers 1637, en Italie, l'épinette en forme d'aile. Cet instrument Neupert est muni d'un transpositeur 440/415 Hz. Voir ci-contre à droite au-dessus du virginal italien Neupert:

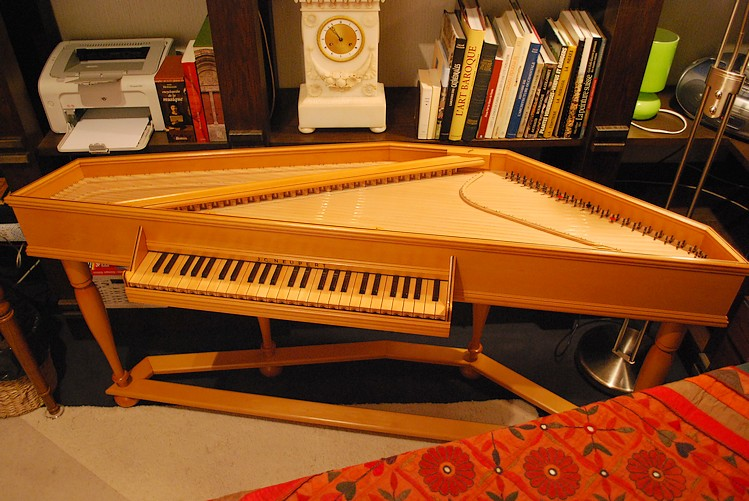
Virginal italien Neupert (D) copie d'un instrument vénitien de Benedetto Floriani (vers 1567-1572) : cyprès, cèdre.